# Hallie Meyers-Shyer
Pour les articles homonymes, voir Meyers et Shyer.
Hallie Meyers-Shyer (née le 26 juillet 1987) est une actrice, une scénariste et une réalisatrice américaine. 

## Jeunesse
Hallie Meyers-Shyer est née à Los Angeles, en Californie. Elle est la plus jeune fille des scénaristes et réalisateurs Nancy Meyers et Charles Shyer,.

## Carrière
Hallie Meyers-Shyer apparaît dans six des films de ses parents : Le père de la mariée (1991), Les Complices (1994), Le père de la mariée 2 (1995), À nous quatre (1998), Ce que veulent les femmes (2000) et L'affaire du collier (2001). Sa grande sœur, Annie, a également figuré dans des films. Les personnages des jumelles dans À nous quatre empruntent les prénoms des deux sœurs, Hallie et Annie. 
Meyers-Shyer suit les cours du lycée Crossroads School. Elle s'inscrit ensuite à l'université du Sud de la Californie dans le département écritures audio-visuelles mais poursuit ses études à The New School d'où elle sort diplômée d'un master de littérature. Meyers-Shyer fait ses débuts de scénariste et de réalisatrice avec Un cœur à prendre qui sort en septembre 2017 aux États-Unis et dans lequel joue notamment Reese Witherspoon.